# 久原翼
久原 翼（ひさはら つばさ、1995年3月18日 - ）は、日本の元男子バレーボール選手、指導者。

## 来歴
兵庫県尼崎市出身。兄2人がバレーボールをしていて父親が指導者だった影響で小学生でバレーボールを始める。当時所属したのは父親がコーチをしていた常光寺バレーボールスポーツ少年団。2番目の兄は元JTサンダーズ広島の久原大輝。
南武庫之荘中学校時代は、全国大会に出場し個人としても記録を残した兄と比べられることが多く、バレーボールが好きではなかった。
市立尼崎高等学校に進学すると身体の成長でプレーの幅が広がり、代表のアンダーカテゴリーに選ばれ徐々に自信を着ける。 全日本高等学校選手権大会（春高バレー）や 全国高等学校総合体育大会（インターハイ）にも度々出場した。3年次はキャプテンを務めた。
その後東海大学に入学。1年次から試合に出場し、同期の松林憲太郎や井上航らと共にチームを牽引した。3年次には天皇杯全日本選手権大会にて、V・プレミアリーグ所属のジェイテクトSTINGS相手にセットカウント3-1で勝利し、ジャイアントキリングを達成した。4年生となった2016年にはシニアの日本代表に初選出され、大学でもキャプテンを務めた。同年末にパナソニックパンサーズの内定選手となった。
2016/17Vプレミアリーグでは内定選手として登録された。2017年1月7日の豊田合成トレフェルサ（現ウルフドッグス名古屋）戦にてVリーグ初出場。翌17/18シーズンにおいてもルーキーながら度々試合に出場した。
2017年、第29回ユニバーシアード競技大会の日本代表に選ばれ、チームの銅メダル獲得に貢献した。
2018/19シーズン、福澤達哉がシーズン途中で離脱ぎみになったのもあり、そこから多くの出場機会を得た。シーズン最終盤でスタメンに定着し、ファイナル初戦ではVOMに選ばれた（チームは優勝しリーグ2連覇達成）。2019アジアクラブ男子選手権大会にも主力として出場した。
2019/20シーズンは日本代表でも躍進し、2019年FIVBワールドカップにも出場を果たした。同シーズンは福澤がフランスのパリ・バレーに移籍したこともありリーグ序盤からレギュラーとして定着した。
2020年6月1日よりプロ選手へ転向。2020/21シーズンも所属はパナソニックパンサーズのまま。
2021年3月後半、2020-21 V.LEAGUE DIVISION1 MEN終盤で体調を崩し（後述）、3月21日以降の試合を欠場。セミファイナル、ファイナルも欠場し、2021年度日本代表登録メンバーからも外れた。
2021-22 V.LEAGUE DIVISION1 MENでも終盤まで試合出場がなく、2022年3月26日、27日のFC東京戦で久々に出場した。2022年4月19日、現役引退と女子日本代表のアシスタントコーチ登録が発表された。現役引退後もパンサーズと契約しチームをサポートする。
2023年、契約期間満了によりパナソニックパンサーズを退団した。2023年度女子日本代表スタッフの公表メンバーにも久原の名前はなく、女子日本代表アシスタントコーチとしての活動も2022年で終了となった。

## 人物
- 引退後の2023年7月に、前述の体調不良の原因をうつ病であると公表した[27]。

## 球歴
- 日本代表 - 2016-2020年
  - ワールドカップ - 2019年

## 所属チーム
- 常光寺バレーボールスポーツ少年団
- 尼崎市立南武庫之荘中学校
- 市立尼崎高等学校
- 東海大学
- パナソニックパンサーズ（2017-2022年）